# Organização territorial de Portugal

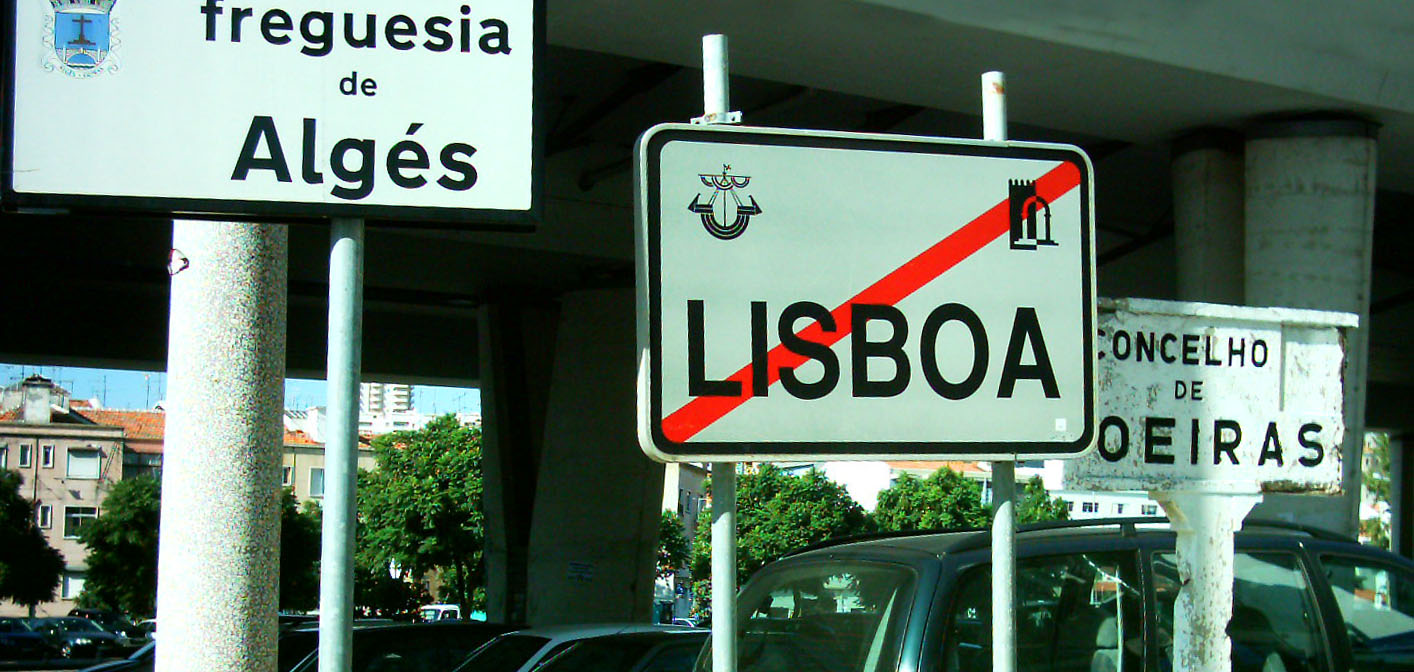
Fronteira entre os municípios de Lisboa e Oeiras; partilhada também pelas freguesias de Santa Maria de Belém (Lisboa) e de Algés (Oeiras).

A organização territorial de Portugal pode ser separada em organização geográfica e administrativa.
A organização geográfica é baseada no artigo 6.º da Constituição de 1976, que estabelece o Estado como unitário e preserva a soberania sobre todo o território português, não alienando qualquer parte do país. O sistema territorial é então composto por:
- 2 Regiões autónomas (Açores e Madeira)
- 18 distritos (em Portugal continental)
- 308 concelhos
- 3092 freguesias

A organização administrativa não é sempre coincidente com a geográfica, estando o país dividido em:
- 2 Regiões autónomas (Açores e Madeira) (Portugal insular)
- 5 regiões administrativas (em Portugal continental)
- 308 municípios
- 3092 freguesias

## História da organização territorial de Portugal

### As Origens

Hispânia depois da divisão provincial de Diocleciano

Em Portugal, crê-se que, antes da conquista romana, os povos viviam em comunas praticamente autónomas, que tanto podiam ter uma praça-forte a servir de centro do governo, como consistir apenas de casas dispersas. Entre os anos 27 e 13 d.C., o Imperador Augusto definiu as provincías do império, tendo o atual território português ficado dividido entre a província da Hispânia Tarraconense (a norte do Douro) e a Lusitânia (a sul). Já no século III, o imperador Diocleciano dividiu Tarraconense em três, ficando o norte do atual território português sob administração da província de Galécia. As províncias estavam ainda divididas em conventus, onde era então aplicado o regime da vila, unidade agrária e fiscal, embora ainda houvesse terras indivisas.
Estas divisões mantiveram-se no Reino Visigótico, e, com a invasão muçulmana também não houve grandes alterações, já que a nova designação usada, as coras (ou kuras), coincidia na maior parte dos casos com os antigos conventus romanos. Uma cora era dividida em iqlim.
Com a Reconquista, as vilas passaram a ser propriedade da coroa, sendo exploradas diretamente pela coroa ou cedidas aos vassalos do rei. Era frequente a atribuição de forais a territórios não organizados, como forma de estabelecer, em primeiro lugar, direitos de fidelidade e incentivar o povoamento medieval. Por outro lado, as populações foram-se agrupando à volta de pequenas igrejas rurais e assim formando paróquias, que, embora não cobrissem inicialmente todo o território, cresceram exponencialmente nos séculos que se seguiram.

### Províncias medievais

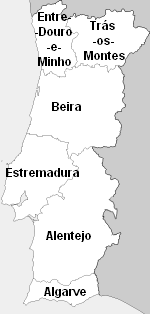
Divisão histórica de Portugal em seis províncias.

No início do século XIV, o território já se encontrava dividido em seis grandes "comarcas", que por sua vez estavam divididas em ouvidorias, julgados ou concelhos. Alguns concelhos tinham a eles associados um termo (ou alfoz), que era o território que, num raio de quilómetros variável, rodeava um concelho do qual dependia jurídica e administrativamente.
No século XVI, no reinado de D. João III, as comarcas passam a ser conhecidas por "províncias", e a designação de "comarca" passa a ser aplicada às novas subdivisões da província sob a jurisdição de um corregedor, sendo por isso também denominadas correições.
Com limites que foram sofrendo algumas alterações ao longo dos tempos, existiram, quase sempre as seguintes divisões:
- Entre-Douro-e-Minho (ocasionalmente referida apenas por "Minho")
- Trás-os-Montes
- Beira
- Estremadura
- Alentejo (anteriormente conhecida por Entre Tejo e Guadiana)
- Algarve

### Liberalismo
Depois da Revolução Liberal de 1820, foram feitas várias propostas para a reorganização administrativa do país, mas estas propostas acabaram por não ir avante, em virtude da contrarrevolução absolutista. Só em 1832, o governo liberal da Regência, em exílio nos Açores, decretou uma nova reorganização administrativa do país. O país seria dividido em províncias, subdivididas em comarcas e, estas, em concelhos, por sua vez divididos em freguesias. Esta divisão abrangeria todo o território nacional, ou seja, não só o continente, mas também as ilhas adjacentes e, até, os territórios ultramarinos. A reforma só seria aplicada em todo o território nacional, depois da vitória liberal na Guerra Civil em 1834. No entanto, logo em 1835, esta divisão seria substituída pela divisão em distritos, concelhos e freguesias, passando as províncias a serem agrupamentos de distritos para fins estatísticos e de referência regional. Os termos também foram extintos nesta nova reogranização, tendo os concelhos que os integravam recuperado plena autonomia municipal.[carece de fontes?]
Com esta nova lei foram criados 799 concelhos, divididos por 21 distritos, sendo eles os seguintes:
1. Distrito de Angra do Heroísmo
2. Distrito de Aveiro
3. Distrito de Beja
4. Distrito de Braga
5. Distrito de Bragança
6. Distrito de Castelo Branco
7. Distrito de Coimbra
8. Distrito de Évora
9. Distrito de Faro
10. Distrito do Funchal
11. Distrito da Guarda
12. Distrito da Horta
13. Distrito de Lamego (eventualmente renomeado Distrito de Viseu)
14. Distrito de Leiria
15. Distrito de Lisboa (entretanto divido em Distrito de Lisboa e Distrito de Setúbal)
16. Distrito de Ponta Delgada
17. Distrito de Portalegre
18. Distrito do Porto
19. Distrito de Santarém
20. Distrito de Viana do Castelo
21. Distrito de Vila Real

Nos anos seguintes extinguirem-se centenas de concelhos, levando a que, em 1842, o número total fosse de 381.

### Pós-25 de abril
A Constituição portuguesa de 1976 estabeleceu que os arquipélagos dos Açores e da Madeira se organizariam em regiões autónomas, possuindo autonomia político-administrativa e estando dotadas de órgãos de governo próprio e de um Estatuto de Autonomia. Isto provocou a abolição dos distritos na área abrangida pelas duas regiões.[carece de fontes?]

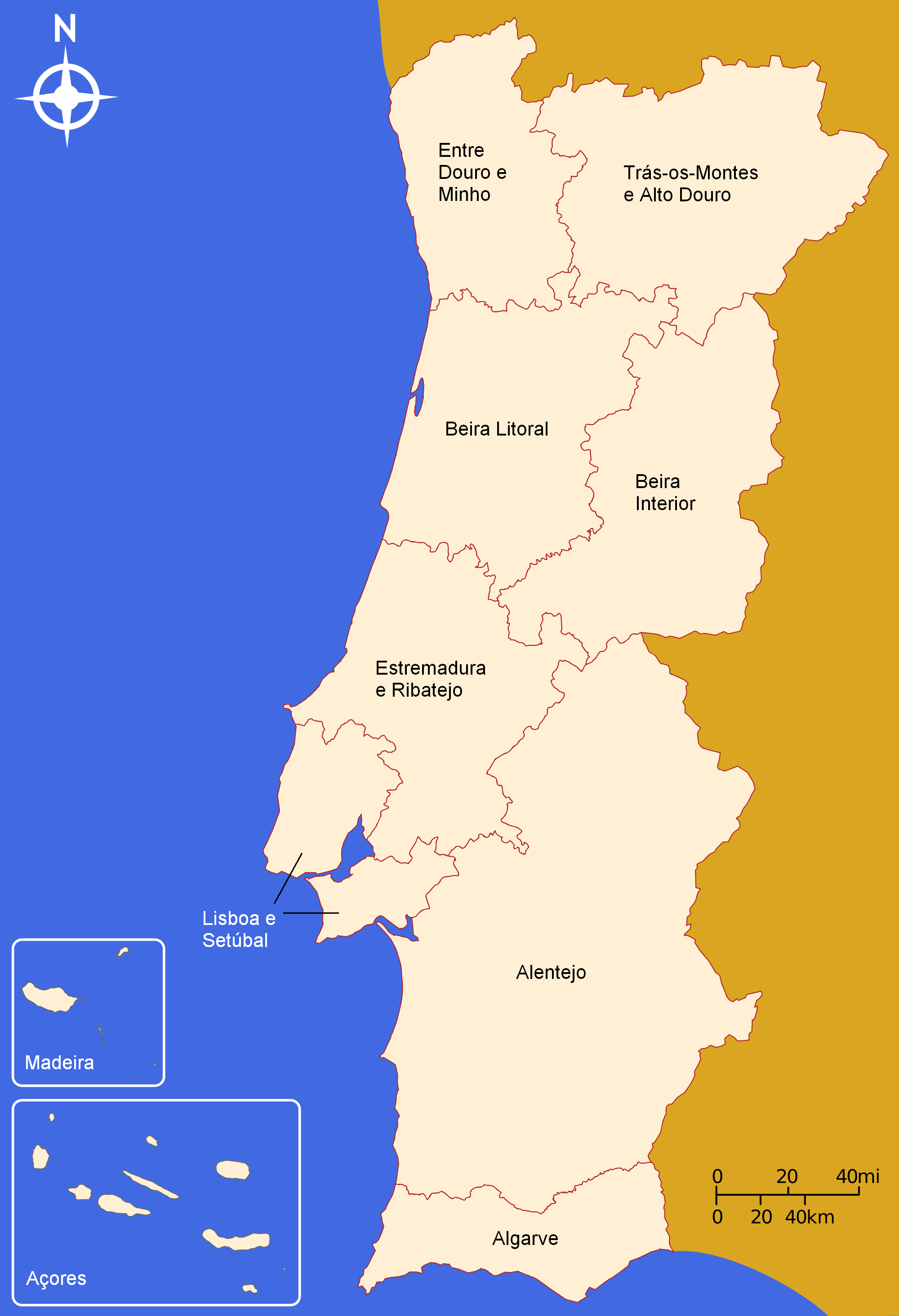
Proposta de oito regiões administrativas levada a referendo em 1998.

Para além disso, a nova constituição portuguesa também estabelece que os municípios (antigos concelhos) do Continente se agrupariam em regiões administrativas. No entanto, a criação destas regiões aministrativas tem vindo a ser sucessivamente adiada.[carece de fontes?]
A partir de meados da década de 1990, a discussão em torno da Regionalização em Portugal intensificou-se, tendo-se chegado à conclusão que era necessário e urgente pôr em andamento o processo de criação das regiões administrativas em Portugal continental. Já em 1991, durante o governo de Cavaco Silva, havia sido aprovada a Lei n.º 56/91, que, a par da Constituição portuguesa, estabelecia a organização e o funcionamento das regiões administrativas, definindo os seus órgãos políticos e respetivo funcionamento, as competências e atribuições, a forma de criação das regiões, o regime eleitoral e o funcionamento das finanças regionais, apenas não definindo o número de regiões a criar e a sua delimitação.[carece de fontes?]
Durante os anos seguintes, houve um aceso debate sobre a criação das regiões administrativas e a delimitação de um mapa regional para Portugal continental, tendo em 1995, António Guterres sido eleito primeiro-ministro com a criação das regiões administrativas no seu programa eleitoral. Porém, quando da revisão constitucional de 1997, a instituição em concreto das regiões em Portugal continental passou a ser obrigatoriamente alvo de referendo.[carece de fontes?]
Em 8 de Novembro de 1998, foi então realizado um referendo sobre a proposta para instituição de oito regiões administrativas consequentemente, abolindo os distritos, referendo este que tinha duas perguntas: uma sobre a simples instituição de regiões administrativas e outra sobre a instituição da região onde o votante estava recenseado. O referendo à Regionalização tornou-se assim no segundo referendo da história da democracia portuguesa e no primeiro referendo da História de Portugal a ter mais do que uma pergunta.[carece de fontes?]
Os resultados do referendo levaram a uma rejeição da proposta pelo eleitorado, mas o referendo não foi vinculativo, já que não participaram mais de 50% dos eleitores, pelo que ainda hoje não se sabe a verdadeira opinião dos portugueses sobre esta reforma.[carece de fontes?]

### Século XXI

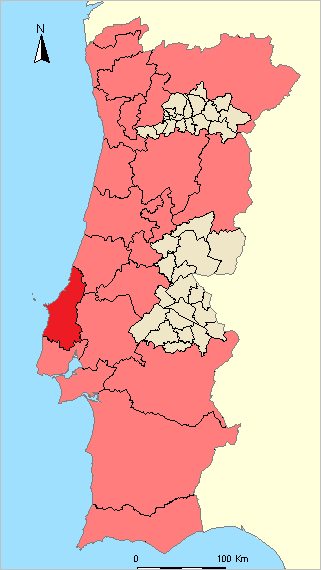
Áreas urbanas de Portugal, por volta de 2007. A vermelho, está a assinalada a então Comunidade Urbana do Oeste. Os municípios a castanho, são os que, na altura, ainda não se tinham associado em nenhuma área urbana.

Com o novo século, vieram novas reformas, e o país foi dividido em regiões, que por sua vez eram divididas em áreas urbanas, para atuarem do ponto de vista administrativo (a divisão em distritos foi mantida paralelamente). Inicialmente, as áreas urbanas eram classificadas em áreas metropolitanas e comunidades intermunicipais, sendo que as primeiras podiam ser ou grandes áreas metropolitanas (GAM) ou comunidades urbanas (ComUrb). Pode-se considerar portanto, que existiam três tipos de áreas urbanas. Para os municípios formarem uma área urbana, esta só tinha que obedecer a certos critérios geográficos e, às vezes, também demográficos.[carece de fontes?]
Deste modo, para se formar uma comunidade intermunicipal, só era necessário que esta fosse contínua a nível territorial. Para se formar uma área metropolitana era necessário obedecer também a critérios demográficos: numa comunidade urbana os únicos critérios eram a continuidade territorial e ter a população mínima de 150 000 habitantes; numa grande área metropolitana, os únicos critérios eram a continuidade territorial e ter uma população mínima de 350 000 habitantes.[carece de fontes?]
A simplicidade destes critérios não só fez com que nascesse um mapa de áreas urbanas com contornos bastante bizarros, como também provocou o aparecimento de áreas metropolitanas em que a maioria dos seus municípios eram rurais.[carece de fontes?]
Com vista a resolver estes problemas, em 2008, o regime do associativismo municipal foi alterado pelas Leis n.os 45/2008 e 46/2008. Segundo estas alterações, somente Lisboa e Porto podem ter áreas metropolitanas. Os municípios que não pertencerem a estas, só se podem constituir em comunidades intermunicipais, as quais têm que ter, como base para a sua área, o território abrangido pelas unidades NUTS III.

## Organização geográfica

### Distritos

Distritos de Portugal.

Em Portugal Continental, existem 18 distritos, e a sua distribuição é relativamente homogénea, mas existe uma grande disparidades entre os distritos dos litoral e do interior do país, tanto a nível de densidade populacional como de produto interno bruto (PIB).
A seguinte lista demostra o número de municípios e freguesias, o número de habitantes dos anos 1991–2001–2011–2021, a área e a densidade populacional de cada distrito:
| Distrito         | Municípios | Freguesias | Habitantes | Habitantes | Habitantes | Habitantes | Área       | População por km2 |
| Distrito         | Municípios | Freguesias | 1991       | 2001       | 2011       | 2021       | Área       | População por km2 |
| ---------------- | ---------- | ---------- | ---------- | ---------- | ---------- | ---------- | ---------- | ----------------- |
| Açores           | 19         | 156        | 237 795    | 241 763    | 246 772    | 236 440    | 2 322 km2  | 106               |
| Aveiro           | 19         | 147        | 654 265    | 713 575    | 714 200    | 700 964    | 2 798 km2  | 250               |
| Beja             | 14         | 75         | 169 438    | 161 211    | 152 758    | 144 410    | 10 229 km2 | 14                |
| Braga            | 14         | 347        | 748 192    | 831 366    | 848 185    | 846 515    | 2 706 km2  | 313               |
| Bragança         | 12         | 236        | 157 809    | 148 883    | 136 252    | 122 833    | 6 608 km2  | 19                |
| Castelo Branco   | 11         | 120        | 214 853    | 208 063    | 196 264    | 177 912    | 6 675 km2  | 27                |
| Coimbra          | 17         | 155        | 427 839    | 441 204    | 430 104    | 408 631    | 3 947 km2  | 104               |
| Évora            | 14         | 69         | 180 277    | 173 654    | 166 726    | 152 436    | 7 393 km2  | 21                |
| Faro             | 16         | 67         | 341 404    | 395 218    | 451 006    | 467 475    | 4 960 km2  | 94                |
| Guarda           | 14         | 242        | 188 165    | 179 961    | 160 939    | 143 019    | 5 518 km2  | 26                |
| Leira            | 16         | 110        | 426 152    | 459 426    | 470 930    | 458 679    | 3 505 km2  | 131               |
| Lisboa           | 16         | 134        | 2 182 802  | 2 136 013  | 2 246 101  | 2 275 591  | 2 761 km2  | 824               |
| Madeira          | 11         | 54         | 253 426    | 245 011    | 267 785    | 250 769    | 801 km2    | 334               |
| Portalegre       | 15         | 69         | 134 169    | 127 018    | 118 506    | 104 989    | 6 065 km2  | 17                |
| Porto            | 18         | 243        | 1 641 501  | 1 781 836  | 1 817 172  | 1 786 656  | 2 408 km2  | 742               |
| Santarém         | 21         | 141        | 444 880    | 454 527    | 453 638    | 425 431    | 6 747 km2  | 63                |
| Setúbal          | 13         | 55         | 712 594    | 879 459    | 851 258    | 875 656    | 5 064 km2  | 173               |
| Viana do Castelo | 10         | 208        | 250 059    | 250 275    | 244 836    | 231 488    | 2 255 km2  | 103               |
| Vila Real        | 14         | 197        | 236 294    | 223 729    | 206 661    | 185 878    | 4 328 km2  | 43                |
| Viseu            | 24         | 277        | 401 781    | 394 395    | 377 653    | 351 392    | 5 007 km2  | 70                |
| Portugal         | 308        | 3 102      | 10 003 695 | 10 446 587 | 10 557 746 | 10 347 164 | 92 097 km2 | 112               |

A Constituição portuguesa (artº 291) estabelece também que o distrito possui como órgãos uma assembleia deliberativa composta por representantes dos concelhos e um governador civil mas em 2011 estas posições foram extintas de facto por decreto-lei.

### Concelhos

Concelhos de Portugal

A divisão administrativa de concelhos será a mais consistente e estável do país.[carece de fontes?] Portugal está atualmente dividido em 308 concelhos, que têm geralmente o nome da sua maior localidade (apesar de a área dos concelhos ser frequentemente maior do que a cidade ou vila que lhe dá o nome), a qual costuma ser a sede dos órgãos da administração do respetivo concelho.[carece de fontes?]

### Freguesias
A freguesia é a divisão geográfica mais pequena de Portugal, sendo uma subdivisão de um concelho (existem atualmente em Portugal seis concelhos compostos apenas por uma freguesia, coincidindo neste caso o território e a população da freguesia e do concelho). A divisão em freguesias foi criada — com a designação de "paróquia civil" — na sequência da reforma administrativa de 1835 que levou à absorção de muitos dos pequenos concelhos então existentes, por outros maiores. Atualmente, desde 2013, existem 3092 freguesias.[carece de fontes?]

## Organização administrativa

#### Regiões autónomas

Bandeira da Região Autónoma dos Açores.

Bandeira da Região Autónoma da Madeira.

As regiões autónomas possuem um órgão legislativo unicameral — a Assembleia Legislativa Regional — e um órgão executivo — o Governo Regional (Madeira e Açores) —, bem como um Representante da República, que representa a soberania da República.
A Assembleia Legislativa Regional é eleita por sufrágio universal, direto e secreto pelos cidadãos de cada região autónoma, através de um sistema de representação proporcional. Os Deputados da Assembleia Legislativa são eleitos para mandatos de quatro anos.
O Governo Regional é constituído pelo Presidente do Governo Regional e por secretários regionais, incluindo por vezes, um ou mais vice-presidentes de Governo Regional bem como subsecretários regionais. O Presidente do Governo Regional é em geral o líder do partido político mais votado nas eleições para a Assembleia Legislativa e é nomeado para o cargo pelo Representante da República. Já os restantes membros do Governo Regional são nomeados pelo Representante da República sob proposta do Presidente do Governo Regional.
O Representante da República tem somente funções representativas e fiscalizadoras, sendo nomeado pelo Presidente da República, ouvido o Governo.
As regiões autónomas subdividem-se imediatamente nos seus municípios (dezanove nos Açores e onze na Madeira), mas Portugal continental tem uma série de subdivisões diferentes.

#### Regiões administrativas
Em Portugal Continental, existem cinco regiões administrativas, coincidindo na sua maioria com a segunda divisão das Unidades Territoriais para Fins Estatísticos, também conhecida como as NUTS.
Estas unidades têm origem nas "regiões de planeamento" criadas, em 1969, com o objetivo de fazer uma distribuição regional equitativa do desenvolvimento a ser obtido pelo III Plano de Fomento. Inicialmente utilizadas apenas para fins estatísticos e de planeamento regional, estas divisões têm sido utilizadas, cada vez mais, para definir as áreas de atuação dos serviços desconcentrados dos vários ministérios, em substituição dos distritos.
As regiões são administradas pelas Comissões de Coordenação e Desenvolvimento Regional (CCDR), que são serviços da Administração Central dotados de autonomia administrativa e financeira, incumbidos de executar medidas relevantes para o desenvolvimento das regiões.
A seguinte lista mostra as cinco regiões, com o número de municípios e freguesias, a área em total, a população total, a densidade populacional, e o PIB de cada região.
| CCDR                       | Região (NUT II)      | Municípios | Freguesias | Área (em km2) | População | População |
| CCDR                       | Região (NUT II)      | Municípios | Freguesias | Área (em km2) | 2021      | Densidade |
| -------------------------- | -------------------- | ---------- | ---------- | ------------- | --------- | --------- |
| CCDR Norte                 | Norte                | 86         | 1.426      | 21.286 km²    | 3.586.586 | 169       |
| CCDR Centro                | Centro               | 77         | 790        | 22.635 km²    | 1.653.195 | 71        |
| CCDR Lisboa e Vale do Tejo | Oeste e Vale do Tejo | 32         | 250        | 9.839 km²     | 809.905   | 88        |
| CCDR Lisboa e Vale do Tejo | Grande Lisboa        | 9          | 81         | 1.381 km²     | 2.062.306 | 1.484     |
| CCDR Lisboa e Vale do Tejo | Península de Setúbal | 9          | 37         | 1.421 km²     | 807.902   | 497       |
| CCDR Alentejo              | Alentejo             | 47         | 231        | 27.330 km²    | 468.672   | 17        |
| CCDR Algarve               | Algarve              | 16         | 67         | 4.997 km²     | 467.343   | 94        |

##### Áreas Metropolitanas e Comunidades Intermunicipais
As regiões estão divididas em Áreas Metropolitanas e Comunidades Intermunicipais que, embora não sejam uma subdivisão administrativa no verdadeiro sentido da palavra, possuem estruturas informais que permitem uma melhor cooperação entre municípios.

Atuais regiões estatísticas de Portugal e respetivas sub-regiões

Em Portugal Continental, existem atualmente 2 Áreas Metropolitanas (Lisboa e Porto) e 23 Comunidades Intermunicipais/CIM (Alentejo Central, Alentejo Litoral, Algarve, Alto Alentejo, Alto Minho, Alto Tâmega, Ave, Beira Baixa, Beiras e Serra da Estrela, Baixo Alentejo, Cávado, Douro, Grande Lisboa, Lezíria do Tejo, Médio Tejo, Oeste, Península de Setúbal, Região de Aveiro, Região de Coimbra, Região de Leiria, Tâmega e Sousa, Terras de Trás-os-Montes e Viseu Dão-Lafões), das quais:
- 7 CIM pertencem à Região do Norte (que também inclui a Área Metropolitana do Porto),
- 6 CIM pertencem à Região do Centro,
- 3 CIM pertencem à Região do Oeste e Vale do Tejo

- 2 regiões (Grande Lisboa e Península de Setúbal) à Área Metropolitana de Lisboa,
- 4 sub-regiões pertencem à Região do Alentejo,
- 1 sub-região pertence à Região do Algarve.

As sub-regiões estatísticas coincidem com as CIM e Área Metropolitana do Porto.

### Municípios
Os municípios são autarquias locais (a par das freguesias e das regiões administrativas) estabelecidas no artº 236 da Constituição da República Portuguesa, sendo administrados (artº 250º) por um órgão deliberativo (Assembleia Municipal) e por um órgão executivo (Câmara Municipal), ambos eleitos diretamente pelos munícipes. A Assembleia Municipal é constituída pelos presidentes de todas as freguesias que integram o respetivo município e por membros diretamente eleitos, cujo número tem que ser igual ao número de presidentes de Junta de Freguesia mais um, e os restantes calculados conforme a população de cada município. Os membros da Assembleia Municipal designam-se de Deputados Municipais e exercem mandatos de quatro anos.
A Câmara Municipal é constituída pelo Presidente da Câmara Municipal e por vários vereadores, cujo número varia conforme a população de cada município. Este órgão é eleito diretamente pelos munícipes por um mandato de quatro anos, e a sua composição é proporcional aos votos recebidos pelos partidos e grupos de cidadãos que concorrem à eleição.[carece de fontes?]

### Freguesias

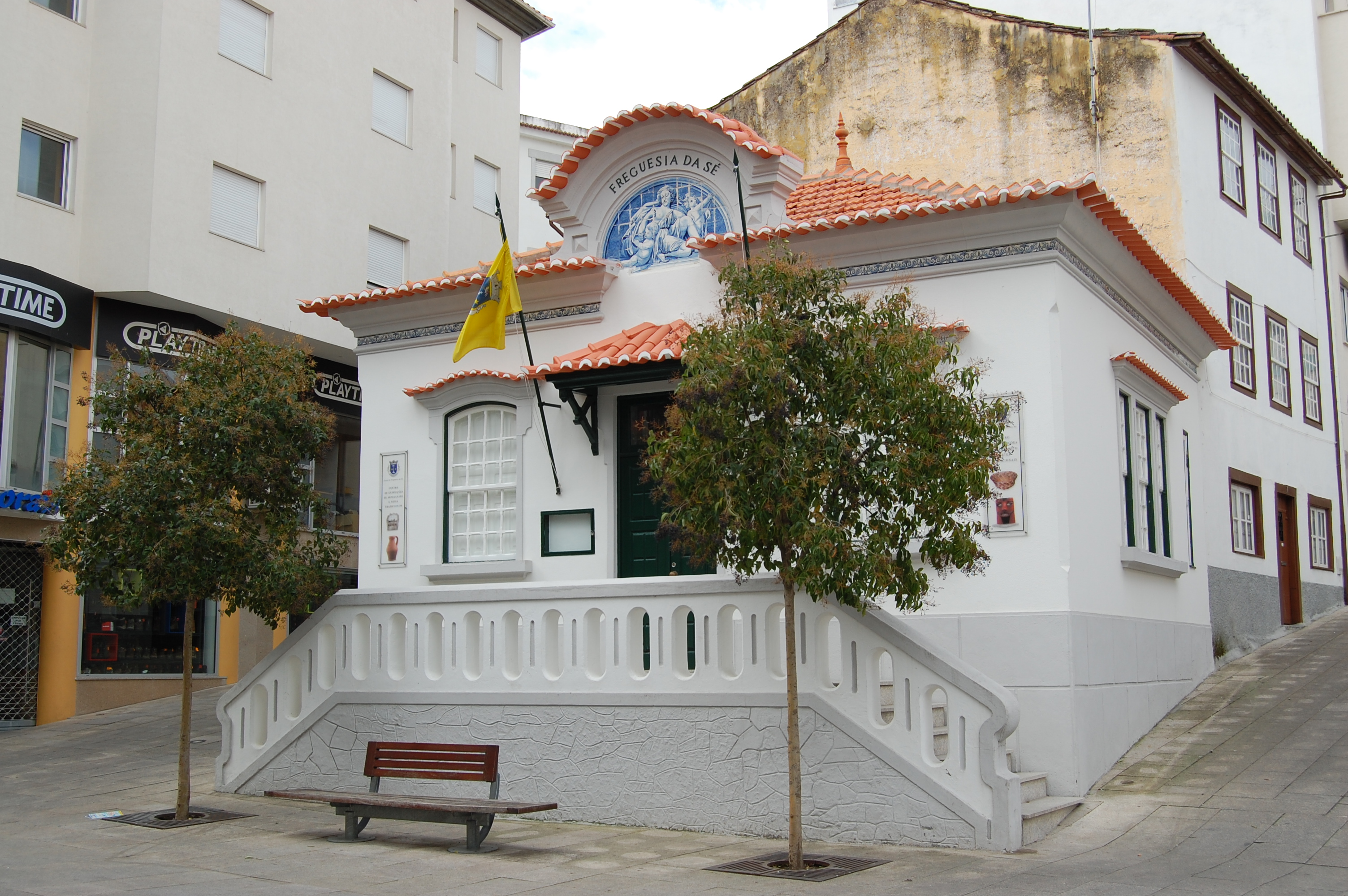
Junta da União das Freguesias de Sé, Santa Maria e Meixedo em Bragança.

A freguesia é a divisão administrativa mais pequena de Portugal, sendo uma subdivisão dos municípios. Sendo, tal como os municípios, consideradas autarquias locais, pode-se dizer, de um certo modo, que freguesia funciona como um pequeno município, com funções análogas às daquele, mas em menor escala e com menos meios. As freguesias são administradas por um órgão deliberativo (Assembleia de Freguesia) e por um órgão executivo (Junta de Freguesia).[carece de fontes?]
A Assembleia de Freguesia, cuja composição varia conforme a população da respetiva freguesia, é eleita por sufrágio universal, direto e secreto pelos cidadãos recenseados na área da respetiva freguesia. Os seus membros são eleitos para mandatos de quatro anos.[carece de fontes?]
A Junta de Freguesia é eleita pelos membros da Assembleia de Freguesia, sendo que o Presidente da Junta é o primeiro candidato da lista mais votada nas eleições para a Assembleia de Freguesia.[carece de fontes?]